# Lista de turnês e concertos de RBD

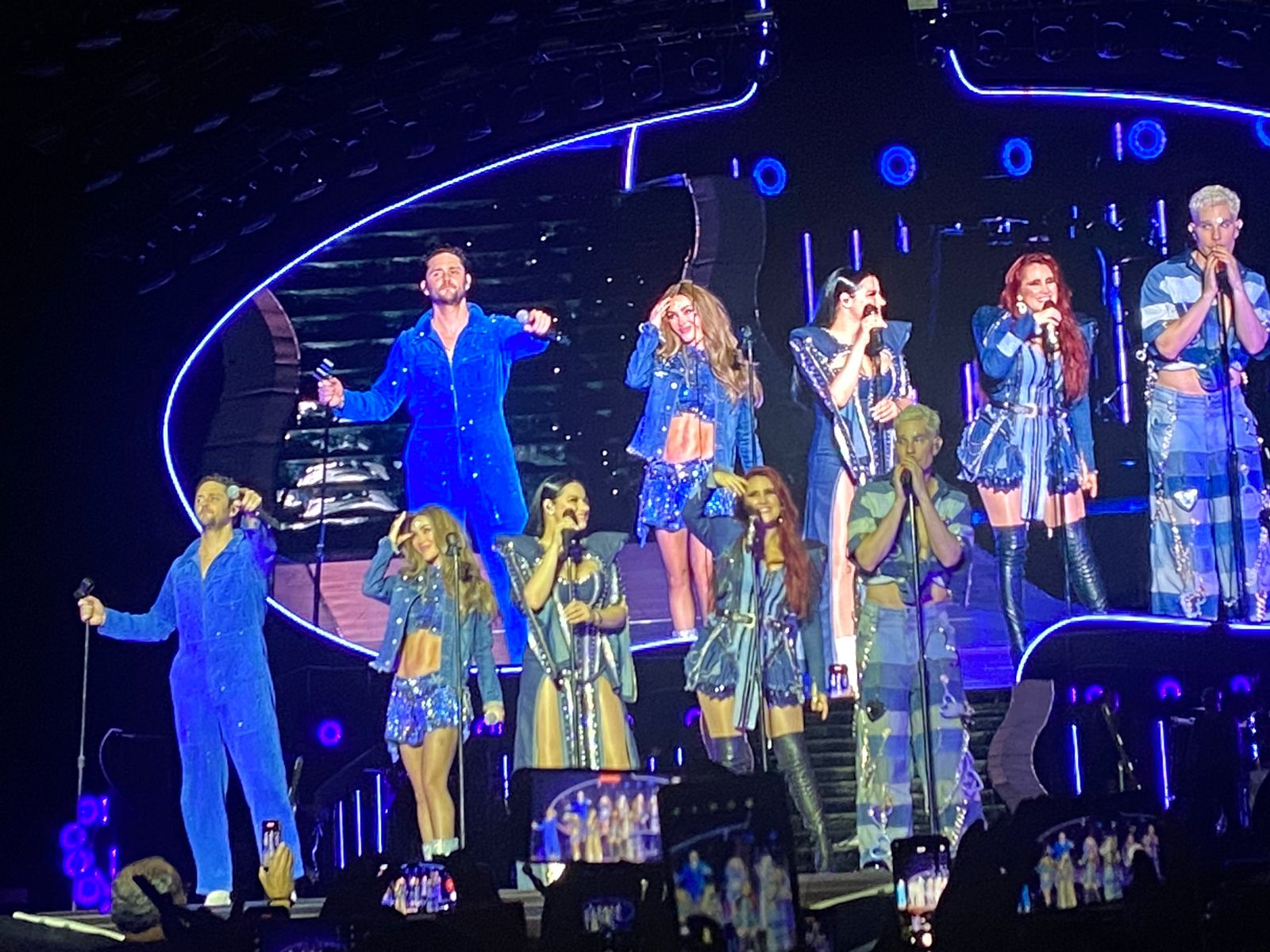
O RBD durante a Soy Rebelde Tour em São Paulo em 2023.

O grupo pop mexicano RBD, fundado em 2004, na Cidade do México, realizou quatro turnês musicais entre os anos de 2005 à 2008, promovendo seus  cinco primeiros álbuns de estúdio.
Em 2005, o grupo iniciou a primeira turnê, intitulada Tour Generación RBD, a digressão promoveu o seu primeiro álbum de estúdio, Rebelde (2004) e o segundo álbum de estúdio, o Nuestro Amor (2005), passando pela América do Norte, América do Sul e Europa com um total de 156 apresentações. A turnê foi finalizada em março de 2007 em Toledo, Estados Unidos. Em abril de 2007, o grupo embarcou na sua segunda excursão mundial, a Tour Celestial, promovendo seu álbum homônimo (2006) e o primeiro álbum em língua inglesa da banda, Rebels (2006). Em fevereiro de 2008, o RBD lançou a Empezar Desde Cero Tour, terceira turnê da banda que derivou do álbum Empezar Desde Cero (2007). Em agosto do mesmo ano, o grupo anunciou a separação e confirmou que realiza a última turnê da carreira, intitulada Tour del Adiós, tendo seu início em novembro de 2008 e sendo finalizada em 21 de dezembro do mesmo ano, marcando o fim definitivo da banda.
Após 12 anos de sua última apresentação, a banda realizou em 26 de dezembro de 2020 um concerto virtual intitulado Ser O Parecer: The Global Virtual Union com quatro dos seis integrantes originais. Entre agosto e dezembro de 2023, o grupo embarcou na Soy Rebelde Tour, uma turnê de celebração a trajetória do grupo, passando pelos Estados Unidos, Colômbia, Brasil e México, dessa vez, com cinco de seus seis integrantes originais.

## Turnês
| Ano | Título                  | Data                                           | Álbum base           | Continentes                            | Número de shows |
| --- | ----------------------- | ---------------------------------------------- | -------------------- | -------------------------------------- | --------------- |
| 2005–07 | Tour Generación RBD     | 13 de maio de 2005 — 3 de março de 2007        | Rebelde Nuestro Amor | América do Sul América do Norte Europa | 156             |
| Repertório Tour Generación RBD 1. "Rebelde" 2. "Otro Día Que Vá" 3. "Santa No Soy" 4. Medley 1: "Me He Enamorado de Un Fan" / "No Sé Si Es Amor" / "Ámame Hasta Con Los Dientes" / "Rayo Rebelde" / "Baile del Sapo" / "Me Vale" 5. "Liso, Sensual" 6. "Así Soy Yo" 7. "Feliz Cumpleaños" 8. "Enseñame" 9. "Futuro Ex-Novio" 10. "Que Fue del Amor" 11. "Cuando El Amor Se Acaba" 12. "Liso, Sensual" 13. "A Rabiar" 14. "Una Canción" 15. "Este Corazón" 16. "Fuego" 17. Medley 2: "Cuando Baja La Marea" / "Te Quiero" / "Verano Peligroso" / "Devuélveme a Mi Chica" / "La Chica del Bikini Azul" / "Viviendo de Noche" / "De Música Ligera" / "Es Mejor Así" 18. "Solo Para Ti" 19. "Me Voy" 20. "Sálvame" 21. "Tenerte y Quererte" 22. "No Pares" 23. "A Tu Lado" 24. "Fuera" 25. "Sólo Quédate en Silencio" 26. "Que Hay Detrás" 27. "Un Poco de Tu Amor" 28. "Aún Hay Algo" 29. "Tras de Mi" 30. "Ser O Parecer" 31. "Nuestro Amor" 32. "Rebelde" |                         |                                                |                      |                                        |                 |
| 2007–08 | Tour Celestial          | 20 de abril de 2007 — 3 de fevereiro de 2008   | Celestial Rebels     | América do Sul América do Norte Europa | 35              |
| Repertório Tour Celestial 1. "Cariño Mío" 2. "Ser O Parecer" 3. "Wanna Play" 4. "Dame" 5. "Money Money" 6. "Quiero Poder" 7. "Solo Para Ti" 8. "Tal Vez Mañana" 9. "Sálvame" 10. Medley Rebelde: "Sólo Quédate en Silencio" / "Enseñame" / "Cuando El Amor Se Acaba" / "Un Poco de Tu Amor" / "Otro Día Que Va" 11. "Me Voy" 12. "Bésame Sin Miedo" 13. "I Wanna Be The Rain" 14. "Algún Día" 15. Medley Nuestro Amor: "Quizá" / "Este Corazón" 16. "No Pares" 17. "Tu Amor" 18. "Fuera" 19. "Nuestro Amor" 20. "Aún Hay Algo" 21. "Tras de Mí" 22. "Celestial" 23. "Rebelde" |                         |                                                |                      |                                        |                 |
| 2008 | Empezar Desde Cero Tour | 15 de fevereiro de 2008 — 4 de outubro de 2008 | Empezar Desde Cero   | América do Sul América do Norte Europa | 42              |
| Repertório Empezar Desde Cero Tour 1. "Fui La Niña" 2. "Money Money" 3. "Me Voy" 4. "Ser o Parecer" 5. "Dame" 6. Medley Rebelde: "Tenerte y Quererte" / "Un Poco De Tu Amor" / "Otro Día Que Va" / "Sólo Quédate en Silencio" 7. "Inalcanzable" 8. "I Wanna Be The Rain" 9. "Bésame Sin Miedo" 10. "Hoy Que Te Vas" 11. Medley Nuestro Amor: "Este Corazón" / "A Tu Lado" 12. "Sálvame" 13. "Y No Puedo Olvidarte" 14. "Light Up The World Tonight" 15. "No Pares" 16. "Te Daria Todo" 17. "Empezar Desde Cero" 18. Medley Solos: "No Digas Nada" / "Si No Estás Aquí" / "El Mundo Detrás" / "Sueles Volver" 19. "Extraña Sensación" 20. "Celestial" 21. "Aún Hay Algo" 22. "Tras de Mí" 23. "Rebelde" |                         |                                                |                      |                                        |                 |
| 2008 | Tour del Adiós          | 1 de novembro de 2008 — 21 de dezembro de 2008 | Vários [ b ]         | América do Sul América do Norte Europa | 19              |
| Repertório Tour del Adiós 1. "Cariño Mío" 2. "Aún Hay Algo" 3. "Celestial" 4. "Un Poco De Tu Amor" 5. "Otro Día Que Vá" 6. "Ser O Parecer" 7. "Hoy Que Te Vas" 8. "Sólo Quédate en Silencio" 9. "Inalcanzable" 10. "Y No Puedo Olvidarte" 11. "Light Up the World Tonight" 12. "Sálvame" 13. "Este Corazón" 14. "Tu Amor" 15. "No Pares" 16. "Empezar Desde Cero" 17. "Solo para Ti" 18. "Me Voy" 19. "Qué Hay Detrás" 20. "Bésame Sin Miedo" 21. "Nuestro Amor" 22. "Tras de Mí" 23. "Rebelde" |                         |                                                |                      |                                        |                 |
| 2023 | Soy Rebelde Tour        | 25 de agosto de 2023 — 21 de dezembro de 2023  | Todos os álbuns      | América do Sul América do Norte        | 54              |
| Repertório Soy Rebelde Tour 1. "Tras de Mí" 2. "Un Poco de Tu Amor" 3. "Cerquita de Ti" 4. "Aún Hay Algo" 5. "Otro Día Que Va" 6. Medley Mujeres: "Así Soy Yo" / "Cuando El Amor Se Acaba" / "Fuego" 7. "Inalcanzable" 8. Medley Eras: "Tenerte Y Quererte" / "Me Voy" / "Dame" / "Y No Puedo Olvidarte" / "Para Olvidarte de Mí" 9. "Enséñame" 10. "Qué Hay Detrás" 11. Mashup: "Quisiera Ser" / "I Wanna Be The Rain" 12. "Celestial" 13. "Bésame Sin Miedo" 14. "Ser O Parecer" 15. Medley Hombres: "Futuro Ex-Novio" / "Que Fue del Amor" 16. "No Pares" 17. "Este Corazón" 18. "Siempre He Estado Aquí" 19. "Empezar Desde Cero" 20. Medley Baladas: "Una Canción" / "A Tu Lado" / "Quizá" / "Adiós" 21. "Sólo Quédate en Silencio" 22. "Sálvame" 23. "Nuestro Amor" 24. "Rebelde" |                         |                                                |                      |                                        |                 |

## Concertos
| Ano | Título                                  | Data                   | Álbum base           | Número de shows |
| --- | --------------------------------------- | ---------------------- | -------------------- | --------------- |
| 2006 | Memorial Coliseum                       | 18 de março de 2006    | Rebelde Nuestro Amor | 1               |
| Repertório Memorial Coliseum 1. "Rebelde" 2. "Otro Día que Va" 3. "Santa no Soy" 4. "Liso, Sensual" 5. "Enséñame" 6. "Futuro ex-Novio" 7. "Cuando el Amor se Acaba" 8. "Una Canción" 9. "Este Corazón" 10. "Fuego" 11. "Sálvame" 12. "Tenerte y Quererte" 13. "Fuera" 14. "Sólo Quédate en Silencio" 15. "Qué Hay Detras" 16. "Un Poco de Tu Amor" 17. "Aún Hay Algo" 18. "Tras de Mí" 19. "Nuestro Amor" |                                         |                        |                      |                 |
| 2006 | Live in Houston                         | 30 de outubro de 2006  | Nuestro Amor         | 1               |
| Repertório Live in Houston 1. "Feliz Cumpleaños" 2. "Que Fue Del Amor" 3. "Este Corazón" 4. "Solo Para Ti" 5. "Me Voy" 6. "No Pares" 7. "Tu Amor" 8. "A Tu Lado" 9. "Fuera" 10. "Ser O Parecer" 11. "Que Hay Detrás" 12. "Aún Hay Algo" 13. "Tras de Mí" 14. "Rebelde" |                                         |                        |                      |                 |
| 2007 | Confesiones en Concierto                | 25 de julho de 2007    | Celestial            | 1               |
| Repertório Confesiones en Concierto 1. "Rebelde" 2. "Ser O Parecer" 3. "Qué Fue del Amor" 4. "Solo Para Ti" 5. "Feliz Cumpleaños" 6. "Este Corazón" 7. "Tu Amor" 8. "Bésame Sin Miedo" 9. "Me Voy" 10. "Quizá" 11. "Celestial" 12. "A Tu Lado" 13. "Sálvame" 14. "No Pares" 15. "Fuera" 16. "Qué Hay Detrás" 17. "Nuestro Amor" 18. "Sólo Quédate en Silencio" 19. "Aún Hay Algo" 20. "Tras de Mí"        |                                         |                        |                      |                 |
| 2007 | Walmart Soundcheck                      | 15 de outubro de 2007  | Celestial Rebels     | 1               |
| Repertório Walmart Soundcheck 1. "Cariño Mío" 2. "Dame" 3. "Money Money" 4. "Bésame Sin Miedo" 5. "Celestial" 6. "A Tu Lado" |                                         |                        |                      |                 |
| 2008 | Concierto Rebelde                       | 23 de julho de 2008    | Empezar Desde Cero   | 1               |
| Repertório Concierto Rebelde 1. "Fui La Niña" 2. "Me Voy" 3. "Ser O Parecer" 4. "Inalcanzable" 5. "Te Daría Todo" 6. "Sálvame" 7. "Bésame Sin Miedo" 8. "Empezar Desde Cero" 9. "Y No Puedo Olvidarte" |                                         |                        |                      |                 |
| 2020 | Ser O Parecer: The Global Virtual Union | 26 de dezembro de 2020 | Vários               | 1               |
| Repertório Ser O Parecer: The Global Virtual Union 1. "Ser O Parecer" 2. "Sólo Quédate en Silencio" 3. "Bésame Sin Miedo" 4. "Enséñame" 5. "Inalcanzable" 6. "Tu Amor" 7. "Empezar Desde Cero" 8. "Aún Hay Algo" 9. "Este Corazón" 10. "Un Poco de Tu Amor" 11. "Tras de Mí" 12. "No Pares" 13. "Siempre He Estado Aquí" 14. "Nuestro Amor" 15. "Sálvame" 16. "Rebelde"                                   |                                         |                        |                      |                 |

## Premiações e eventos
| Data                    | Evento / Local                 | País           | Canção |
| ----------------------- | ------------------------------ | -------------- | --- |
| 23 de abril de 2005     | 23º Prêmio TVyNovelas          | México         | " Rebelde " |
| 22 de setembro de 2005  | 2º Premios Juventud            | Estados Unidos | " Sólo Quédate en Silencio " |
| 19 de novembro de 2005  | 4º Premios Oye!                | México         | " Rebelde " " Nuestro Amor " |
| 3 de dezembro de 2005   | Teletón México                 | México         | " Un Poco de Tu Amor " " Sólo Quédate en Silencio " " Sálvame " " Aún Hay Algo " |
| 23 de fevereiro de 2006 | Premio Lo Nuestro              | Estados Unidos | " Rebelde " " Nuestro Amor " |
| 27 de abril de 2006     | Billboard Latin Music Awards   | Estados Unidos | " Aún Hay Algo " |
| 13 de maio de 2006      | 24º Prêmio TVyNovelas          | México         | " Rebelde " " Nuestro Amor " |
| 2 de novembro de 2006   | 7º Grammy Latino               | Estados Unidos | " Tras de Mí " |
| 9 de dezembro de 2006   | Teletón México                 | México         | "Fuera" " Aún Hay Algo " "Que Hay Detrás" " Este Corazón " "A Tu Lado" " Sálvame " " Tras de Mí " "Así Soy Yo" "Qué Fue Del Amor" " Tu Amor " " Me Voy " " Nuestro Amor " " Rebelde " |
| 28 de maio de 2007      | Miss Universo                  | México         | "Wanna Play" "Cariño Mío" " Money Money " |
| 19 de julho de 2007     | 4º Premios Juventud            | Estados Unidos | " Bésame Sin Miedo " |
| 7 de dezembro de 2007   | Teletón México                 | México         | " Celestial " " Bésame Sin Miedo " " Inalcanzable " |
| 12 de dezembro de 2007  | Fox Sports Awards              | Estados Unidos | " Inalcanzable " " Ser O Parecer " |
| 13 de dezembro de 2007  | Mi TRL Awards                  | Estados Unidos | " Inalcanzable " |
| 1 de fevereiro de 2008  | Pepsi Musica Super Bowl Fiesta | Estados Unidos | " Ser O Parecer " " Nuestro Amor " " Inalcanzable " " Rebelde " |
| 17 de julho de 2008     | 5º Premios Juventud            | Estados Unidos | " Y No Puedo Olvidarte " |
| 6 de dezembro de 2008   | Teletón México                 | México         | " Sólo Quédate en Silencio " " Tras de Mí " |